# غرانت أيرونز
غرانت أيرونز (بالإنجليزية: Grant Irons)‏ هو لاعب كرة قدم أمريكية أمريكي، ولد في 7 يوليو 1979 في ميدلبيرغ هايتس في الولايات المتحدة.

## وصلات خارجية
- غرانت أيرونز على موقع مرجع كرة القدم المحترفة.كوم (الإنجليزية)